# Jonas Rutsch
Jonas Rutsch, né le 24 janvier 1998 à Erbach, est un coureur cycliste allemand, membre de l'équipe équipe cycliste Intermarché-Wanty.

## Biographie

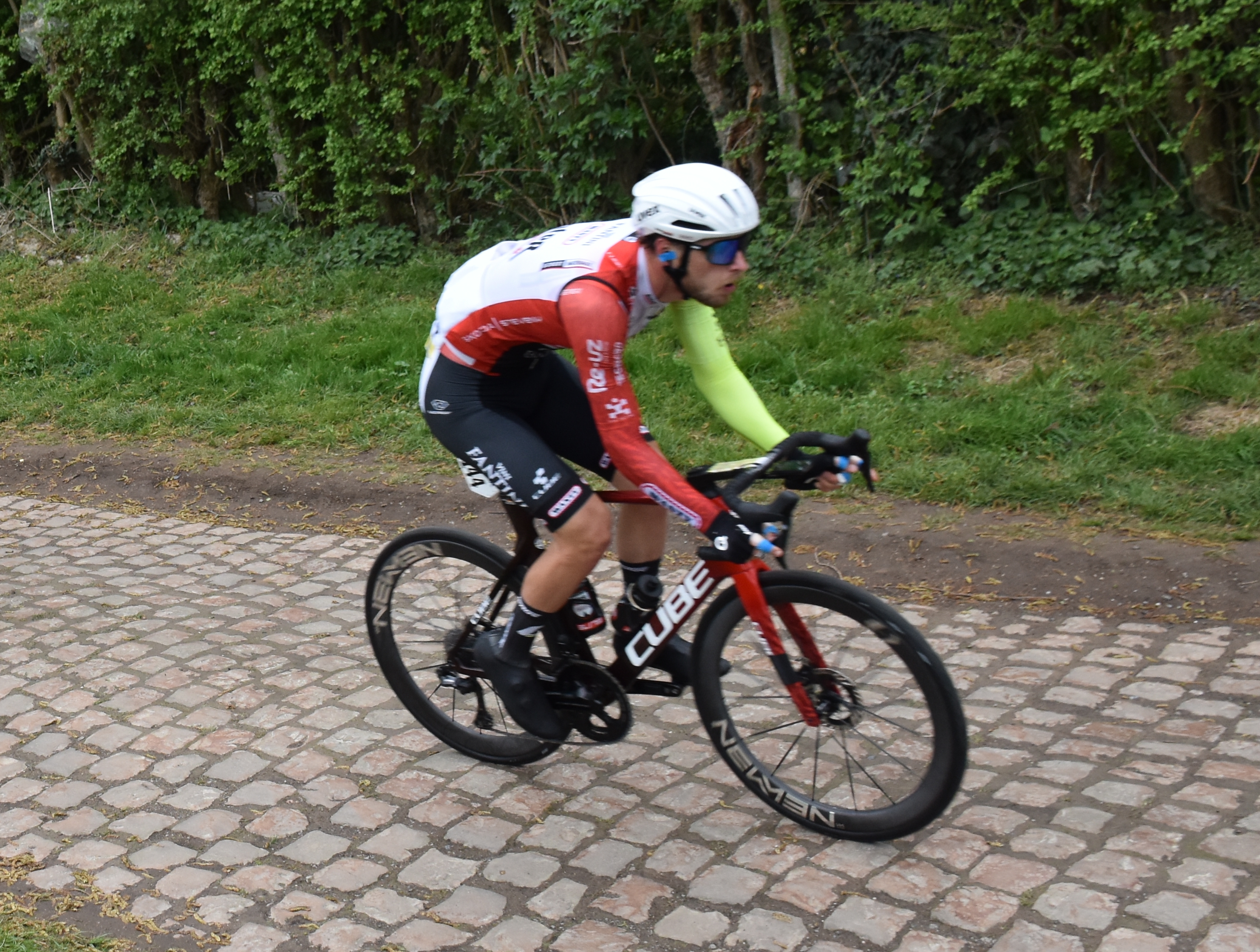
Jonas Rutsch # 144 - 6è de Paris-Roubaix 2025

Au second semestre 2019, il se classe sixième du Tour d'Alsace. Ses bons résultats lui permettent de rejoindre l'équipe World Tour EF Education First à partir de 2020.
Il signe un contrat chez Intermarché-Wanty pour 2025.

## Palmarès
- 2017
  -  Champion d'Allemagne du contre-la-montre par équipes
- 2018
  -  Champion d'Allemagne de la montagne espoirs[4]
  - Tour de Düren
  - 2e d'Eschborn-Francfort espoirs
  - 2e du championnat d'Allemagne sur route espoirs
  - 2e du championnat d'Allemagne du contre-la-montre par équipes
- 2019
  - Gand-Wevelgem espoirs
  - 2e du championnat d'Allemagne de la montagne espoirs
  - 3e de l'Erzgebirgsrundfahrt
- 2024
  - 9e de la Cadel Evans Great Ocean Road Race
- 2025
  - 6e de Paris-Roubaix

## Résultats sur les grands tours

### Tour de France
3 participations
- 2021 : 55e
- 2022 : 94e
- 2025 : 128e

## Classements mondiaux
| Année                                 | 2018 | 2019 | 2020  | 2021 | 2022 | 2023 | 2024 |
| ------------------------------------- | ---- | ---- | ----- | ---- | ---- | ---- | ---- |
| Classement mondial                    | 869e | 379e | 1669e | 498e | 557e | 377e | 513e |
| UCI Europe Tour                       | 552e | 303e | 1241e | 402e | 434e | nc   | nc   |
|                                       |      |      |       |      |      |      |      |
| Légende : nc = non classéSource : UCI |      |      |       |      |      |      |      |